# Bicălatu
Bicălatu (ungarisch Magyarbikal, deutsch Buckel) ist ein kleines Dorf in der Region Siebenbürgen in Rumänien. Es gehört zur Stadt Huedin und liegt im Apuseni-Gebirge (Teil der Rumänischen Westkarpaten). Das Dorf liegt in einer Talsenke nordöstlich von Huedin. 

## Bevölkerung
Bicălatu/Magyarbikal wird von Angehörigen der ungarischen Minderheit bewohnt und hatte 2002 ungefähr 400 Einwohner. Durch Abwanderung, vor allem der jungen Generation, hat die Bevölkerungszahl in den letzten Jahren stark abgenommen.

## Städtepartnerschaften
- Bikal in Ungarn

## Galerie

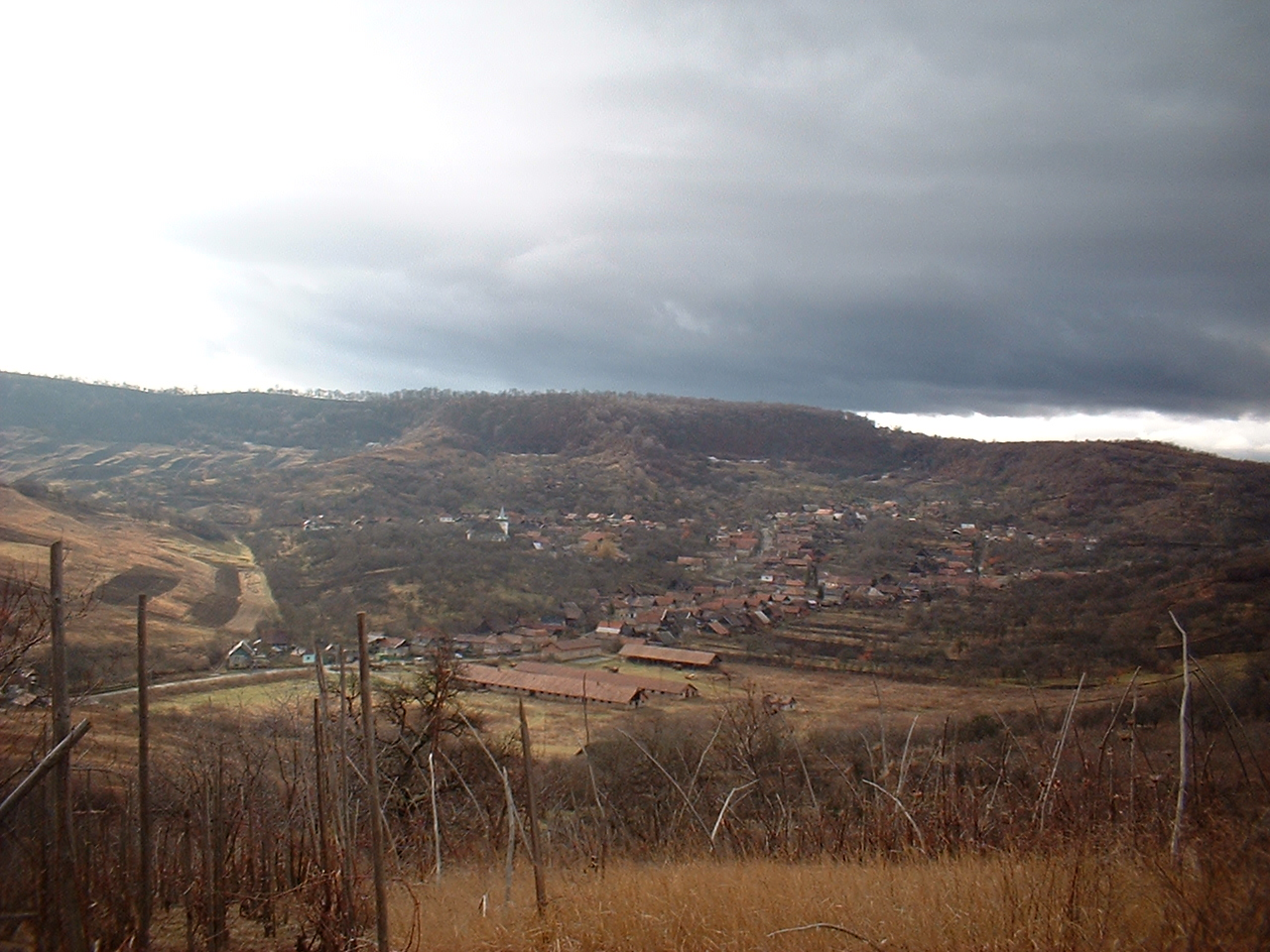
Blick auf den Ort
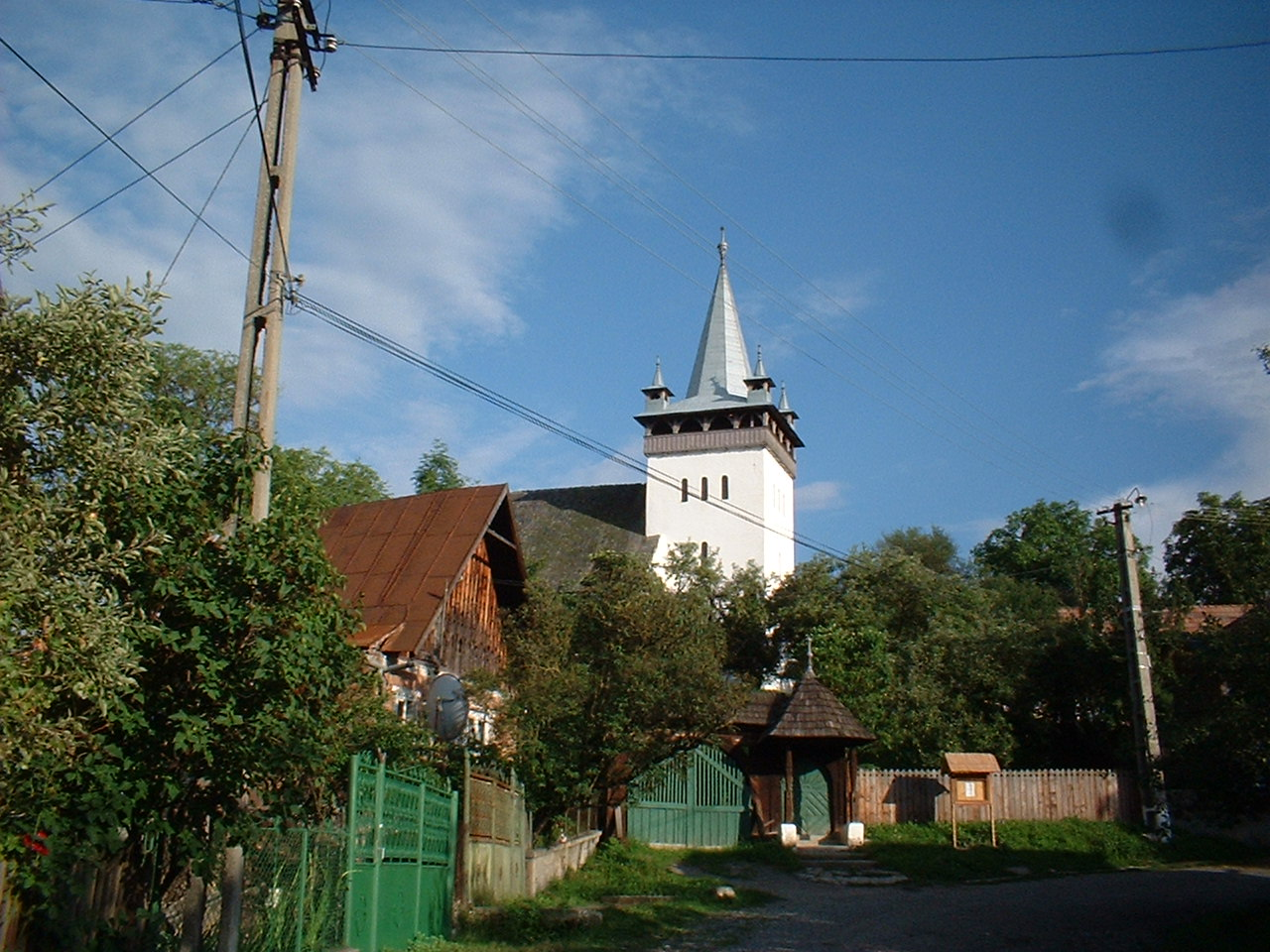
Die reformierte Kirche
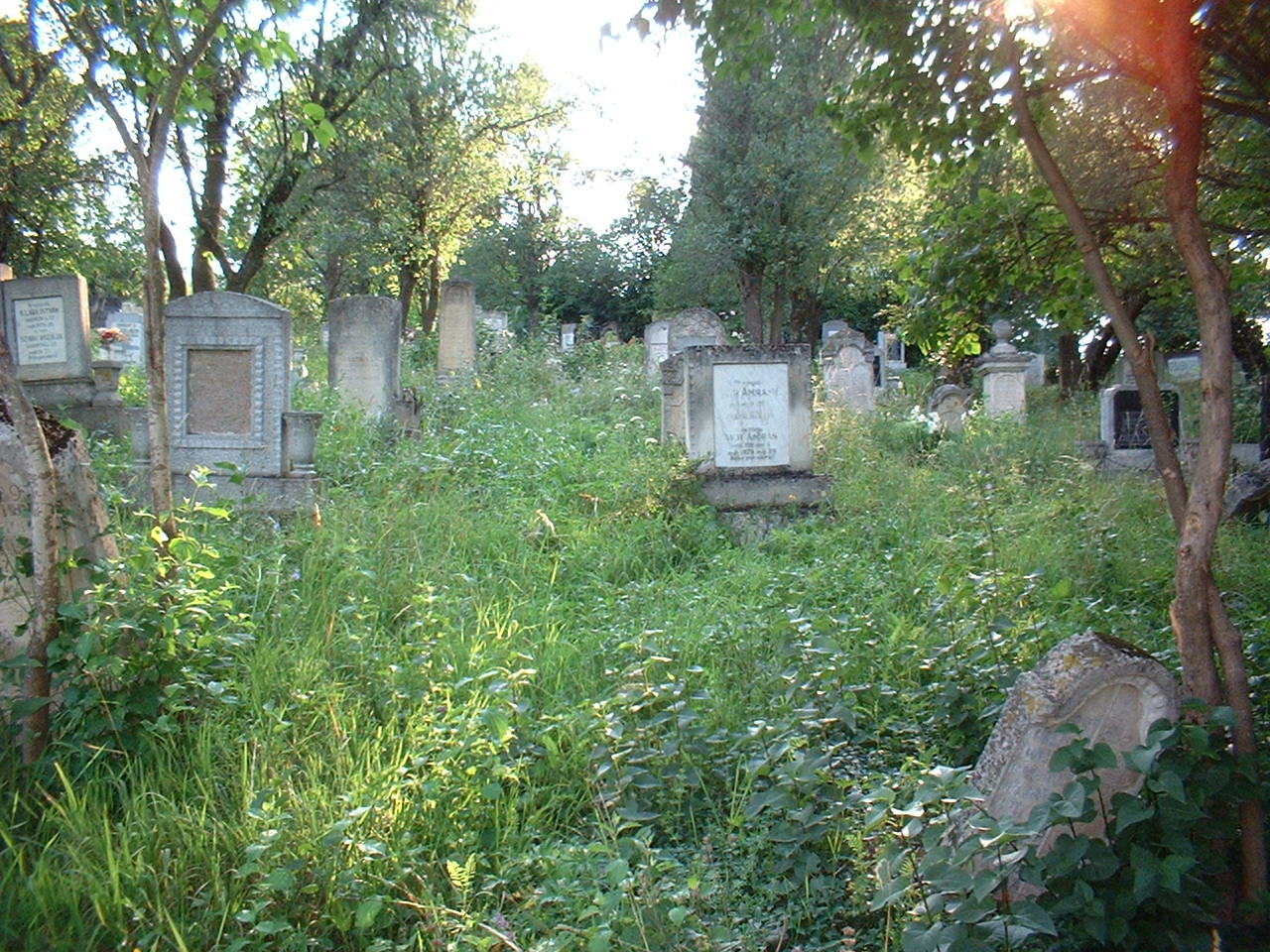
Friedhof